# Elegia

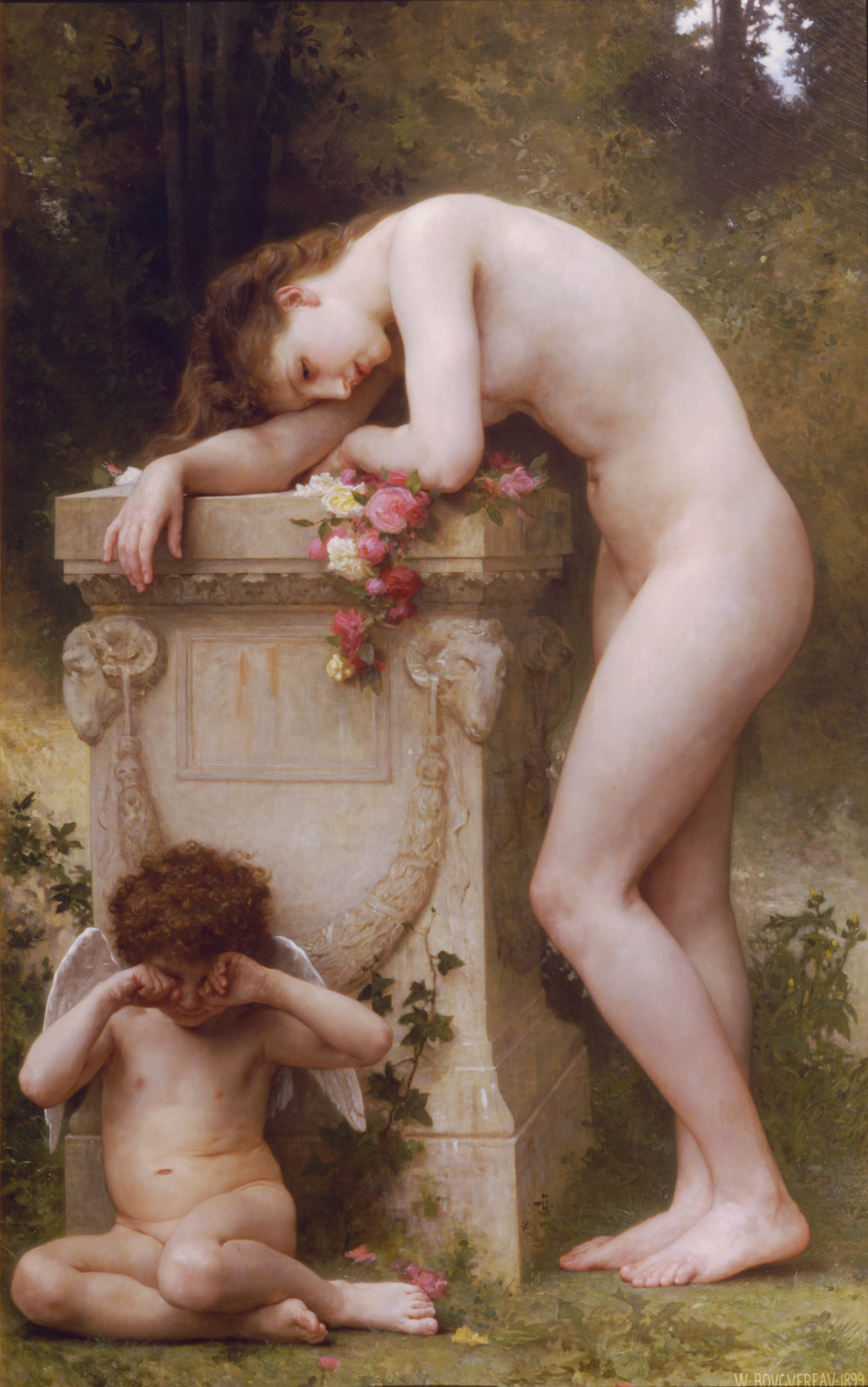
Elegia, dipinto di William-Adolphe Bouguereau, 1899

L'elegia è la denominazione del genere letterario che raggruppa i componimenti lirici della poesia greca e latina accomunati da una forma metrica specifica e da una diversità di argomenti in opposizione all'epica. Il termine elegia, dopo un periodo di abbandono in età medievale, ricompare nella poesia europea, ma la sua definizione fu collegata al contenuto e non più alla forma metrica.

## Origini
Il termine "elegia" indicava inizialmente qualunque componimento il cui metro era il distico elegiaco (esametro + pentametro dattilico). Il termine orientale del flauto ('elegn') darebbe il nome al componimento, ma non mancano altre ipotesi degli antichi, secondo i quali "elegia" deriverebbe da έλεγος, col significato di "lamento funebre", o da «έ έ λέγειν», cioè "dire ahi, ahi!". Il suono del flauto accompagnava la recitazione. L'elegia greca ha un tono oggettivo, e anche nei casi in cui essa usa la prima persona singolare, essa si offre a un'interpretazione problematica: il cosiddetto io lirico è infatti normalmente la persona loquens (maschera parlante) di una collettività a cui l'esecutore chiede di immedesimarsi. Era eseguita in diverse occasioni, incentrate intorno al momento del simposio.
Il tono delle "elegie" era fermo, alto, severo: venivano utilizzate come strumento di riflessione e di esortazione; incitavano i cittadini a difendere e ad amare la patria proponendo, in tal modo, nuovi modelli di eroismo rispetto all'epica: alle gesta individuali venivano preferite le azioni di gruppo.
Altre "elegie" erano pervase da riflessioni sul decadimento dei vecchi valori aristocratici, come l'amicizia leale e l'amore sincero, che avevano svolto una funzione coesiva dei gruppi.
Dal VII secolo a.C. in poi, l'elegia è usata per celebrare molteplici occasioni della vita pubblica e privata: accanto a componimenti di carattere guerresco, esortativo, polemico, vi sono elegie politiche, moraleggianti e marcatamente erotiche.
Nel corso dell'Ellenismo, i destini dell'elegia si confusero con quelli dell'epigramma e del poema didascalico: da tale commistione prese le mosse l'elegia latina.

## Elegia latina
Il tratto distintivo dell'elegia latina è l'impostazione maggiormente soggettiva e autobiografica, che ha solo pochissimi precedenti nei poeti elegiaci ellenistici. Callimaco, ad esempio, esclude dalle elegie ogni elemento autobiografico, riservandolo agli epigrammi. L'elegia fu usata anche come espressione di lutto, nelle lamentazioni funebri: l'associazione dell'elegia al pianto divenne un topos (Orazio, Ars poetica - Ovidio, Amores). Lo status di autorità letteraria e stilistica accordato a questi autori ebbe un ruolo decisivo nell'evoluzione del genere letterario.

## Elegia medievale
Dopo la caduta dell'impero, uno scrittore che ha prodotto elegie è stato Massimiano. Successivamente, la sua forma fu adottata da vari poeti cristiani: Venanzio Fortunato, poi Alcuino e Beda il Venerabile. La forma poetica rimase diffusa tra le classi elevate anche per le epigrafi; in particolare furono così scritti molti epitaffi presenti in cattedrali europee. Ovidio rimase un modello di riferimento per tutto il Medioevo, prima nella letteratura pagana e poi in quella cristiana, fino a quando, con il sorgere della nuova arte ritmica, l'elegia si contraddistinse non più per il metro ma per il tono e la disposizione d'animo.

### Commedia elegiaca
De tribus puellis è un esempio di fabliau in latino, un genere di commedia con il distico elegiaco, a imitazione di Ovidio. Il teorico medioevale John of Garland scrisse che "tutta la commedia è elegia, ma non vale il contrario." Il latino medievale aveva infatti sviluppato un genere che era la commedia elegiaca. In ogni caso, come ha scritto Ian Thompson, "nessuna opera teatrale antica sarebbe stata scritta in distici elegiaci."

## Rinascimento ed età moderna
Con il Rinascimento, molti tentarono di far rinascere la cultura romana, e perciò ripresero le forme che permettevano di recuperare lo spirito degli scrittori di età augustea. Il latinista danese Johannes Secundus, ad esempio, ha incluso elegie d'amore in stile catulliano nel suo Liber Basiorum, e il poeta inglese John Milton ha scritto varie elegie in tutta la sua carriera.  Questa tendenza è continuata negli scrittori latini recenti, che anche in questo hanno tentato di recuperare stili e tematiche degli scrittori antichi.

## L'eredità classica

### Letteratura
Nella latinità umanistica si ritrova il termine elegia come conseguenza della lettura dei classici latini: questo, nel passaggio dalla lingua latina ai volgari locali, segnò il trapasso del significato della parola a poesia di argomento luttuoso o malinconico. Nacquero così interi filoni di poesia "elegiaca". Tralasciando l'elegia neolatina si elencano titoli di poesie o raccolte poetiche europee in lingua volgare o nazionale in cui compare esplicitamente il termine.
- Giovanni Boccaccio, Elegia di Madonna Fiammetta (1343)
- Chidiock Tichborne, Elegy (1586)
- Luís Pereira Brandão, Elegiada (1588)
- John Donne, Elegies (1601)
- Paolo Rolli, Elegie (1715)
- Alexander Pope, Elegy to the Memory of an Unfortunate Lady (1717
- Thomas Gray, Elegy Written in a Country Churchyard (1751)
- Johann Wolfgang von Goethe, Römische Elegien (Elegie romane) (1795)
- Giacomo Leopardi tra le Poesie sparse ne compare una intitolata Elegia II
- Giosuè Carducci il decimo dei Rime e ritmi sta l'Elegia del Monte Spluga
- Sergio Corazzini, Elegia (raccolta) nel 1906
- Rainer Maria Rilke, Duineser Elegien (Elegie duinesi) (1923)
- Gabriele D'Annunzio, Elegie Romane (1906)
- Luis Cernuda, Egloga, Elegia, Oda (1936)
- Emilio Ballagas, Elegia sin Nombre (1936)
- Andrea Zanzotto, Elegia e altri versi (1954)
- Carles Riba, Elegies de Bierville (1942)
- Marcus Vinicius Moraes, Cinco Elegias (1943)
- Silvio D'Arzo, Elegia alla Signora Nodier (1943)
- Salvatore Quasimodo, Elegia in Giorno dopo Giorno (1945)
- Bertolt Brecht, Buckower Elegien (1953)
- Nicolas Guillen, Elegias Antillanas (1955)
- Josif Brodsky, Bolshaja Elegija Dzonu Donnu (Elegia per John Donne) (1963)
- Vincenzo Guarna, "Elegia al padre", in Galleria XXI, n. 6, nov-dicembre 1971 (galleria curata da Mario Petrucciani e stampata dall'editore Sciascia) (1971)
- Zbigniew Herbert, Elegia na Odejście (Elegia per la partenza) (1990)
- Ben Okri, African Elegy (1992)

### Musica
Il Romanticismo musicale si appropriò del termine per definire composizioni di carattere funebre o semplicemente melanconico: tra quelle il cui titolo è esplicitamente elegia vanno ricordate:
- Henri Vieuxtemps, Elegia op. 30 per viola e pianoforte (1854)
- Antonio Bazzini, Elegia op. 35 n. 1 per violino e pianoforte (o orchestra) (1860)
- Johann Kaspar Mertz Elegie per chitarra
- Fernando Sor Fantasia Elegiaca op.59 per chitarra
- Franz Liszt, Elegia per violoncello, pianoforte, arpa, armonium (1874)
  - Seconda Elegia per violino (o violoncello) e pianoforte (1877)
- Gabriel Fauré, Élégie per violoncello e orchestra op. 24 (1879)
- Antonín Dvořák, Dumka (Elegia), secondo movimento del quartetto op. 51 per archi (1879)
- Pietro Mascagni, Elegia per soprano, violino e pianoforte (1880)
- Pëtr Il'ič Čajkovskij, Elegia in memoria di Ivan V Samarin per orchestra (1884)
- Giacomo Puccini, Crisantemi - elegia per quartetto d'archi (1890)
- Sergej Vasil'evič Rachmaninov, Elegia per pianoforte op 3 no.1(1892)
- Alexander Glazunov, Elegia op. 44 per viola e pianoforte (1893)
- Lorenzo Perosi, Elegia per violoncello e pianoforte (1902)
- Ferruccio Busoni, Elegie per pianoforte (1907-1909)
- Edward Elgar, Elegia op. 58 per orchestra d'archi (1909)
- Alfredo Casella, Elegia eroica op. 29 per orchestra (1916)
- Igor' Fëdorovič Stravinskij, Élégie per viola sola (1941)
- Charles Ives, An Elegy to Our Forefathers (1911) primo movimento dell'Orchestral set n. 2
- Nino Rota, Elegia per oboe e pianoforte (1955)
- Francis Poulenc, Élégie per corno e pianoforte (1957)
- Giacinto Scelsi, Elegia per Ty per viola e violoncello (1958)
- Hans Werner Henze, Elegy for young lovers (Elegia per giovani amanti), opera in 3 atti su libretto di Wystan Hugh Auden e Chester Kallmann (1959-1960)
- The Nice, Elegy album del (1970)
- Alan Rawsthorne, Elegy per chitarra (1971)
- Mia Martini, Elegia scritta da Claudio Daiano e Ninni Carucci (1976)
- Aldo Clementi, Elegia per flauto e 12 strumenti (1979-1981)
- New Order, Elegia, brano contenuto nell'album Low-Life (1985)
- John Serry, Elegia, per organo (1984, revisione 1991)
- Massimo Botter, Elegia per soprano, mezzosoprano e clarinetto (1993)
- Vinko Globokar, Élégie balkanique per flauto, chitarra e percussioni (1992)
- Ennio Morricone, Elegia per Egisto per violino solo (1993)
- Vittorio Fellegara, Elegia - hommage à Fauré per quartetto d'archi e chitarra (1994)
- Paolo Conte, Elegia (2004)
- Keith Jarrett, Elegy for Violin and String Orchestra, 2005.
- Richard Strauss, "Elegie" - da Eine Alpensinfonie op.64 (1914-1915)
- Il compositore e direttore d'orchestra americano Leonard Bernstein ha composto nel 1948 due elegie, in forma scherzosa, dedicate alla morte del cagnolino Mippy appartenuto al fratello Burton. Si tratta di "Elegy for Mippy I" per corno e pianoforte e "Elegy for Mippy II" per trombone solo.
- Spicca nelle opere del compositore e grande contrabbassista Giovanni Bottesini l'"Elegia in RE".
- Angelo Lamanna, "Elegia marcia funebre" per banda.
- Enter Shikari, Elegy for Exctinction, contenuto nell'album Nothing Is True & Everything Is Possible (2020)

## Curiosità
- La filmografia del regista russo Aleksandr Sokurov è ricca di elegie tra le quali si possono menzionare Elegia moscovita, Elegia pietroburghese e Elegia sovietica.
- La band noise rock americana The Jesus Lizard ha inciso una canzone chiamata Elegy facente parte dell'album Down nel 1994.
- La band progressive death metal Becoming the Archetype ha inciso una canzone chiamata Elegy, appartenente all'album Terminate Damnation del 2005
- Il gruppo progressive metalcore americano The Human Abstract ha inciso un brano strumentale intitolato Elegiac, traccia d'apertura del loro terzo album, uscito nel 2011, intitolato Digital Veil.
- La band screamo italiana (Pisa) Magdalene ha inciso un brano intitolato Elegia, uscito nel 2008 nell'album intitolato 'self-title'.
- La band progressive metal Intronaut ha inciso una canzone chiamata Elegy, traccia d'apertura del loro terzo album Valley of smoke, uscito nel 2010.
- La band alternative rock americana The Smashing Pumpkins ha intitolato un album Monuments to an Elegy nel 2014.
- La band progressive rock britannica The Nice Ha intitolato Elegy un suo LP.
- Il pianista italiano Ludovico Einaudi ha intitolato un singolo Elegy for the Arctic  portando avanti una campagna di Greenpeace a tutela dell'Artico e contro i cambiamenti climatici. Nel video l'artista suona il pianoforte su una piattaforma galleggiante fra i ghiacci del Polo Nord.
- Il duo folk americano Dave Carter e Tracy Grammer ha incluso una traccia intitolata Red (Elegy) nell'album postumo Seven is the number[2], 2006. Il brano è una cover della canzone dello stesso titolo contenuta nel primo album di Dave Carter, all'epoca solista: Snake Handlin' Man del 1995 (ad oggi fuori catalogo).[3]